# Chevrolet Deluxe
La Deluxe è un'autovettura full-size prodotta dalla Chevrolet dal 1949 al 1957. Dal 1953 al 1955 il nome cambiò in Deluxe 210, mentre dal 1955 al 1957 la denominazione della vettura fu Two-Ten.

## Storia
In seguito il modello prese il nome dall'abbreviazione del numero del progetto associato (2100). A quest'ultimo venne tolta l'ultima cifra, in modo da conformarsi al criterio di denominazione a tre cifre delle vetture Chevrolet degli anni cinquanta. La designazione numerica (210) fu utilizzata raramente dalla Chevrolet nella letteratura. La Deluxe sostituì la Fleetmaster e venne prodotta fino al 1957, quando fu rimpiazzata dalla Biscayne.

## La vettura

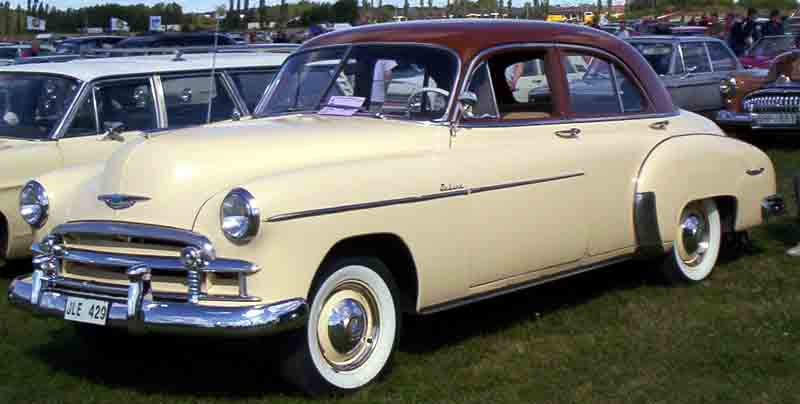
Chevrolet Deluxe quattro porte berlina del 1950

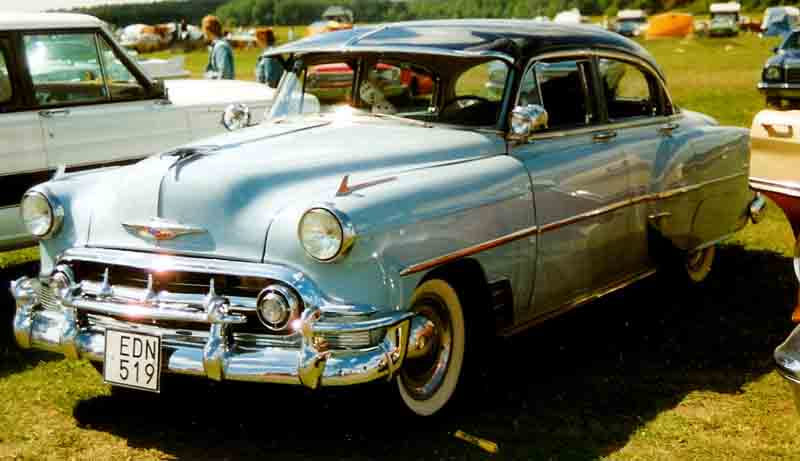
Chevrolet Deluxe 210 quattro porte berlina del 1953

La Deluxe 210 fu il modello Chevrolet che vendette meglio nel 1953 e nel 1954, dato che offriva un compromesso tra lusso e prezzi contenuti. Infatti, la 150 era decisamente spartana, mentre la Bel Air era dotata di accenti ricercati, ma aveva un prezzo più alto. Nel 1953 la Deluxe 210 era offerta con un'ampia gamma di carrozzerie, che includeva le versioni cabriolet due porte, coupé due porte, hardtop due porte, berlina due e quattro porte e familiare quattro porte. Dal 1949 al 1952 la versione hatchback fu denominata Fleetline, mentre alcuni modelli speciali furono chiamati Styleline.
Non appena il pubblico statunitense iniziò a preferire auto di gamma più elevata, la Bel Air sorpassò, nelle vendite, la 150 e la 210. Come parziale risposta a questa situazione, la Chevrolet, introdusse delle versioni hardtop più ricercate. Ciononostante, non vennero raggiunti i livelli di vendita della Bel Air, poiché le nuove versioni costavano appena 100 dollari in meno delle Bel Air, le quali però offrivano un allestimento più lussuoso.
A differenza delle Special, le Deluxe 210 erano sempre disponibili con i medesimi optional lussuosi della Bel Air, tra cui il cambio automatico Powerglide, gli alzacristalli elettrici ed il sistema di regolazione dei sedili. La Deluxe 210 Townsman familiare fu il modello di punta nella propria categoria nel 1953. Nel 1954 fu spostata nella gamma Bel Air, ma nell'anno successivo ritornò nella gamma della Deluxe 210. La familiare più economica Handyman, che era a quattro porte dal 1953 al 1954, diventò a due porte dal 1955 al 1957. Ad entrambe fu affiancata la Beauville quattro porte familiare, che fu offerta dal 1956 al 1957. Dal 1955 al 1957 non venne più prodotta la cabriolet e venne aggiunta all'offerta l'hardtop quattro porte.

## Caratteristiche tecniche

### 1949-1953
Nell'anno del debutto, la Deluxe venne dotata di un motori a sei cilindri in linea da 3.548 cm³ di cilindrata che erogava 90 CV di potenza. Il cambio era manuale a tre rapporti. Nel 1951 fu operato un lieve facelift.

### 1953–1954
I modelli prodotti nel 1953 e nel 1954 erano fondamentalmente identici, eccetto che per gli inserti sulla coda e sul frontale e per la minor offerta di versioni diverse nel secondo anno citato. Le spie degli indicatori di direzione sul cruscotto delle versioni del 1953 erano di color bianco, mentre erano verdi nel 1954.

#### Il gruppo motopropulsore
I motori disponibili in questo biennio furono quattro, e ognuno di essi venne associato ad un cambio. Tutte le Deluxe 210 avevano in dotazione di serie un cambio manuale a tre rapporti sincronizzati, con il cambio automatico Powerglide disponibile come optional. Tutti i motori erano a valvole in testa. Essi sono solitamente soprannominati Stovebolt Sixes per via dei grossi bulloni scanalati utilizzati per fissare il coperchio delle valvole al monoblocco. Il 1954 fu l'ultimo anno, sui modelli Chevrolet, dell'impianto elettrico da 6 volt.
- 3.850 cm³ di cilindrata, modello "Thrift-master", sei cilindri in linea erogante 108 CV di potenza (disponibile nel 1953 con cambio manuale);
- 3.850 cm³, "Blue Flame", sei cilindri in linea erogante 115 CV (disponibile nel 1953 con cambio automatico Powerglide);
- 3.850 cm³, "Blue Flame", sei cilindri in linea erogante 115 CV (disponibile nel 1954 con cambio manuale);
- 3.850 cm³, "Blue Flame", sei cilindri in linea erogante 125 CV (disponibile nel 1954 con cambio automatico Powerglide);

#### I cambi
- manuale a tre rapporti sincronizzati;
- manuale a tre rapporti sincronizzati con overdrive;
- automatico "Powerglide" a due rapporti.

### 1955
Nel 1955 venne introdotto un nuovo telaio e debuttò il motore V8 Small-Block. L'intelaiatura centrale delle portiere venne rinforzata per una maggior sicurezza. I freni erano a tamburo, con quest'ultimo che aveva un diametro di 280 mm. L'amperometro ed il misuratore della pressione dell'olio lubrificante vennero sostituiti da una spia luminosa di allarme che si accendeva solamente in caso di anomalie.

#### I motori
- 3.850 cm³ di cilindrata, modello "Blue Flame", sei cilindri in linea erogante 123 CV di potenza (disponibile con cambio manuale);
- 3.850 cm³, "Blue Flame", sei cilindri in linea erogante 136 CV (disponibile con cambio automatico);
- 4.341 cm³, "Turbo-Fire", V8, valvole in testa, 162 CV o 180 CV (opzionale);

#### I cambi
- manuale a tre rapporti sincronizzati;
- manuale a tre rapporti sincronizzati con overdrive;
- automatico "Powerglide" a due rapporti.

### 1956
La gamma motori rimase la stessa tranne che nelle versioni più potenti. Il V8 da 4.341 cm³ si poteva avere ora in tre livelli di potenza. Il motore a sei cilindri in linea venne unificato indipendentemente dal tipo di cambio.

#### I motori
- 3.850 cm³ di cilindrata, modello "Blue Flame", sei cilindri in linea erogante 140 CV di potenza;
- 4.341 cm³, "Turbo-Fire", V8, valvole in testa, 170 CV;
- 4.341 cm³, "Turbo-Fire", V8, valvole in testa, carburatore a quadruplo corpo, 210 CV;
- 4.341 cm³, "Turbo-Fire", V8, valvole in testa, doppio carburatore a quadruplo corpo, 225 CV;

#### I cambi
- manuale a tre rapporti sincronizzati;
- manuale a tre rapporti sincronizzati con overdrive;
- automatico "Powerglide" a due rapporti.

### 1957
Nuovo per il 1957 fu il motore V8 Small-Block da 4.635 cm³ di cilindrata. Era anche disponibile, per un modello di motore, l'iniezione. La Two-Ten condivideva un inserto laterale a forma di cuneo con la Bel Air, ma a differenza di quest'ultima, che possedeva l'ornamento riempito da un pannello in alluminio, aveva il cuneo verniciato del colore della carrozzeria oppure del colore del tettuccio, se il corpo vettura era verniciato in due tonalità. All'interno del cuneo era presente la scritta "Chevrolet".

#### I motori
- 3.850 cm³ di cilindrata, modello "Blue Flame", sei cilindri in linea erogante 140 CV di potenza;
- 4.341 cm³, "Turbo-Fire", V8, valvole in testa, 162 CV;
- 4.635 cm³, "Super Turbo-Fire", V8, valvole in testa, 185 CV;
- 4.635 cm³, "Super Turbo-Fire", V8, valvole in testa, carburatore a quadruplo corpo, 220 CV;
- 4.635 cm³, "Super Turbo-Fire", V8, valvole in testa, doppio carburatore a quadruplo corpo, 270 CV;
- 4.635 cm³, "Super Turbo-Fire", V8, valvole in testa, iniezione Rochester Ram-Jet, 283 CV;

#### I cambi
- manuale a tre rapporti sincronizzati;
- manuale a tre rapporti sincronizzati con overdrive;
- automatico "Powerglide" a due rapporti;
- continuo automatico "Turboglide".

## La Chevrolet Deluxe nel collezionismo
I modelli più ricercati dai collezionisti sono la versione cabriolet del 1953 (molto rara), la coupé Del Ray (che possedeva un allestimento ricercato in vinile), e le hardtop del 1953 e del biennio 1955/57. Gli altri modelli raggiungono quotazioni inferiori, ma possono essere ambiti da collezionisti con meno disponibilità economiche. A differenza delle 150, le Deluxe possiedono maggiori inserti cromati e interni con caratteristiche più lussuose, e quindi sono più appetibili dai collezionisti.